# Städtisches Museum Kitzingen
Das Städtische Museum Kitzingen wurde 1895 auf Veranlassung des Kitzinger Stadtmagistrats gegründet und gehörte zu den ältesten Stadtmuseen Frankens. Als Heimatmuseum dokumentierte es sowohl die nahezu 1300 Jahre zurückreichende Stadtgeschichte Kitzingens, als auch die bis in die frühe Altsteinzeit zurückreichende Siedlungsgeschichte des Kitzinger Landes.
Das Museum wurde im Jahr 2018 geschlossen; im Juni 2020 beschloss der Kitzinger Stadtrat die endgültige Schließung und „Abwicklung“ des Museums.

## Geschichte

### Anfänge
Am 6. April 1895 legte der Kitzinger Bürgermeister Ferdinand Sertorius dem Kollegium der Kitzinger Gemeindebevollmächtigten einen Vorschlag zur Einrichtung eines musealen Sammlungsraumes im Speichergebäude Nr. 4 des Kitzinger Stadtbauhofes vor. Am 19. April 1895 genehmigte das Kollegium den benötigten Kredit für das Vorhaben. Treibende Kraft war der Kollegiumsvorstand und Landrat Baron Friedrich von Deuster. Der Raum sollte gemäß Beschluss zu einem Städtischen Museumsraum „in einfacher, sauberer Weise“ umgestaltet werden. Der Stadtbauhof befand sich im südlichen Trakt der von Baumeister Balthasar Neumann Mitte des 18. Jahrhunderts errichteten Kitzinger Invalidenkaserne, dem späteren königlichen Rentamtshof. Am 11. August 1898 ermöglichte ein weiterer Beschluss der Gemeindebevollmächtigten die zusätzliche Einrichtung eines Museumsraumes im zweiten Obergeschoss des historischen Kitzinger Rathauses, sowie eine erste Inventarisierung des Bestandes. Die ersten Museumsführer, die 1901 und erneut 1909 erschienen und von der Stadt Kitzingen herausgegeben wurden, beziehen sich daher auch auf die „beiden Städtischen Museen“. Am 17. Juli 1897 berichtete die Kitzinger Zeitung vom Erfolg der beiden vorausgegangenen drei Zeitungsaufrufe aus dem Jahr 1896, in dem bei der Bevölkerung darum geworben wurde, dem Museum entsprechende Exponate, wie Fahnen, Innungszeichen, „Zinnern Kannen“, aber auch alte Maße und Gewichte, Glocken und Zunftladen, entweder als Schenkung oder Leihgabe zu überlassen. Demnach waren 400 Ausstellungsstücke zusammengekommen.
Der Erste, der das Museum großzügig ausstattete, war der Kollegiumsvorstand Friederich von Deuster. Er übergab als Erster – und im darauffolgenden wiederholt – diverse Konvolute an bemerkenswerten und wertvollen Gegenständen an das Stadtmuseum. Das lässt sich dem ersten Eingangsbuch des Museums entnehmen. Wann genau dieses angelegt wurde, geht zunächst aus den Eintragungen nicht hervor, da die Einträge bis zur Inventarnummer 243 nicht mit einem Abgabedatum versehen wurden. Allerdings wird unter Nr. 243 der Ankauf der heute noch einen Höhepunkt der Sammlung darstellenden Stadtansichten Joseph Peter Walters im Jahr 1898 aufgeführt. Damit ist anzunehmen, dass dieses erste Eingangsbuch auf die Grundlage eines Beschlusses der Gemeindebevollmächtigten vom 11. August 1898 zurückgeht, der in diesem Zusammenhang die Summe von 50 Reichsmark für die Erstellung eines ersten Inventarverzeichnisses bewilligt hatte. Der folgende Eintrag enthält ebenfalls ein prominentes Objekt des Stadtmuseums, so wird unter Nr. 244 die Handwerkskundschaft des Georg Neubert, ausgestellt von Valentin Schmidt, aus dem 18. Jahrhundert aufgeführt, die von einem Münchner Geheimrat „Löw“ für 20 Reichsmark dem Stadtmuseum übereignet worden war. Hier gleicht die Schrift und die Farbe der Tinte – sie ist hellbraun – noch den vorherigen Einträgen, so dass anzunehmen ist, dass dieser noch in das Inventar aus der Zeit um 1898 gehört. Die letzten beiden Inventarnummern 245 und 246 aber sind mit schwärzlicher Tinte und offenbar von anderer Hand eingetragen. Sie datieren vom 2. Oktober 1930 und gehören zu den Siegeln der Kitzinger Glaser und Kitzinger Büchsenschäfter, die vom Landesamt für Denkmalpflege – wahrscheinlich sogar vom Leiter der Dienststelle, Joseph Maria Ritz – in das Buch nachgetragen wurden. An dieser Stelle endet das erste Eingangsbuch, ein neues Eingangsbuch wurde erst wieder im Jahr 2002 angelegt.

### Erste Museumserweiterung
Auf Drängen des Kitzinger Fremdenverkehrsvereins, der seit 1927 eine Verbesserung der musealen Situation anmahnte, wurde 1935 die Zahl der Ausstellungsräume des Stadtmuseums im Kitzinger Stadtbauhof erhöht und durch den damaligen Hauptkonservator des Landesamtes für Denkmalpflege, Dr. Joseph Maria Ritz, eine zeitgemäße Einrichtung des Kitzinger Stadtmuseums vorgenommen. Der Ausstellungsraum im Kitzinger historischen Rathaus wurde aufgegeben.

### Umzug des Stadtmuseums

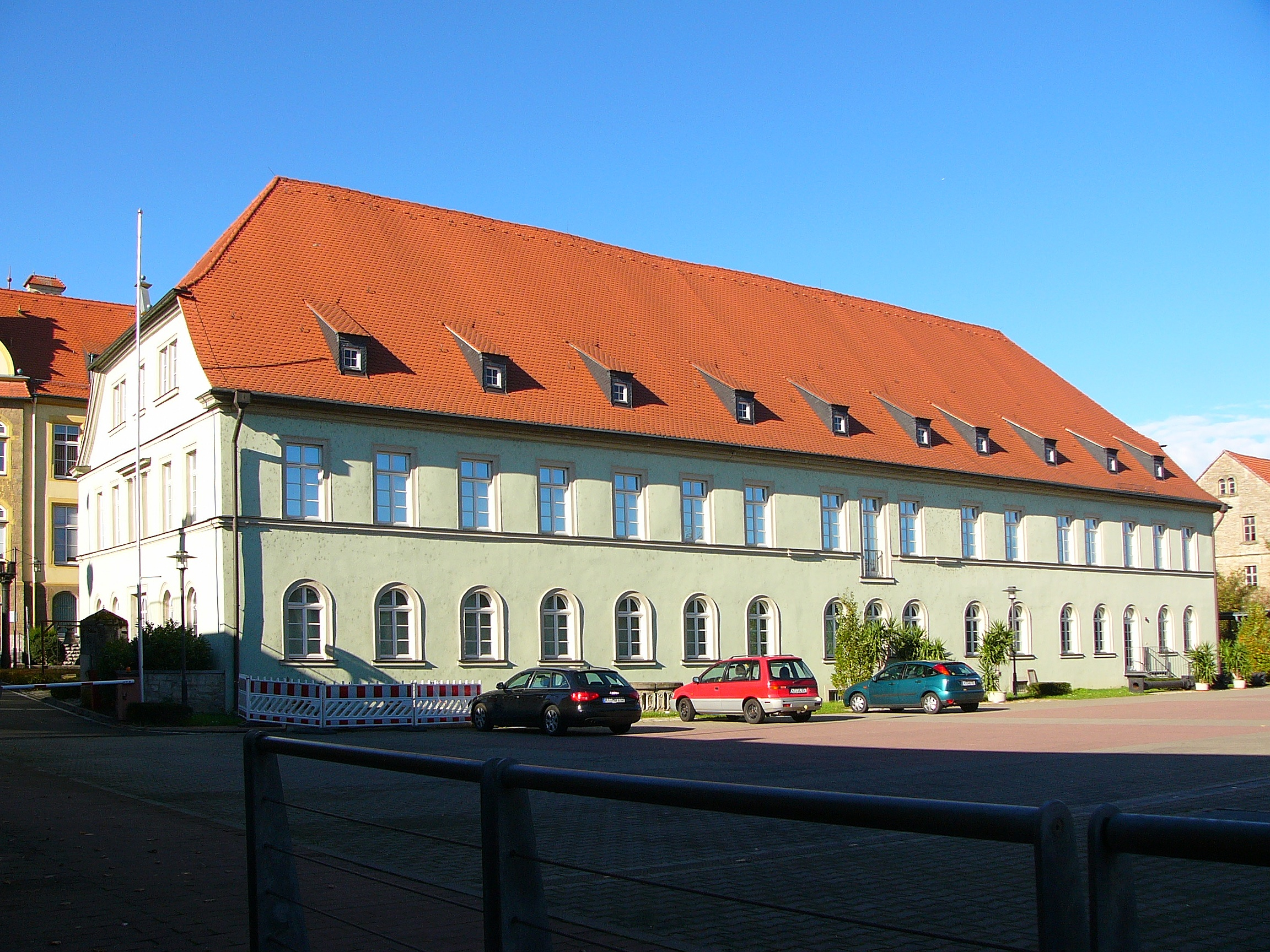
Städtisches Museum im „Kastenhof“, 2013

1965 zog das Stadtmuseum unter der Leitung des pensionierten Gymnasiallehrers Ernst Kemmeter in das der Invalidenkaserne gegenüberliegende ehemalige Ökonomie-, spätere Museums- und Archivgebäude, den sogenannten „fürstlich brandenburgischen Kastenhof“ in der Landwehrstrasse 21/23 ein. Zu dieser Zeit befanden sich die Ausstellungsräume im ersten Obergeschoss, der Museumsbestand aber verteilte sich über das Gebäude bis in die Räume des Stadtarchivs, das im Untergeschoss in das Gebäude eingezogen war. So, wie es keine Trennung zwischen Ausstellung und Depot gab, war auch die Trennung des Museums vom Stadtarchiv unter der Leitung von Helga Walter nicht vollzogen. Das zeigte sich beispielhaft im Bereich der im Erdgeschoss eingerichteten prähistorischen Abteilung, die auch als Benutzerraum des Stadtarchivs diente. Das änderte sich mit dem Beginn von Umbau und Neukonzeption im Jahr 2004, als die kommissarische Leiterin des Stadtarchivs und des Museums, Doris Badel, die Museumsleitung auf ihre wissenschaftliche Mitarbeiterin, Stephanie Nomayo (späterer Name Stephanie Falkenstein), übertrug. Von da an wurden auch von Seiten der Stadtverwaltung erstmals zwei eigene Sachgebiete eingerichtet und die Institutionen getrennt. Im April 2007 wurde das Städtische Museum Kitzingen nach umfangreichen baulichen Sanierungsarbeiten sowie einer vollständigen Neukonzeption der Ausstellungsräume wieder eröffnet.

### Museumsschließung
Im Herbst 2018 wurde das Städtische Museum Kitzingen geschlossen. „Bis auf Weiteres“ hieß es zunächst, mit einem neuen Konzept sollte es wiedereröffnet werden. Stattdessen entschied der Kitzinger Stadtrat im Juni 2020 in einer nichtöffentlichen Sitzung mit 21:9 Stimmen die endgültige Schließung und „Abwicklung“ des Museums. Diese Entscheidung wurde regional und überregional massiv kritisiert.

## Leitbild
Das Kitzinger Städtische Museum war, das belegen die Gründungsumstände, von Beginn an als Lernort für die Stadt und die umliegende Region vorgesehen. Zielsetzung war, das lässt sich aus den Sammelaufrufen des Jahres 1896 erschließen, die Bewahrung und Erhaltung Kitzinger Traditionen, aber auch die Vermittlung des Wissens über die Wirtschafts- und Verwaltungsgeschichte der Stadt Kitzingen, des Alltagslebens sowie der wirtschaftlichen und sozialen Umbrüche und deren Auswirkungen, verursacht durch Ereignisse der Landesgeschichte. Im Jahr 1895 als „Städtisches Museum“ gegründet, zeigt auch die Wahl des Namens, dass es in erster Linie als ein regional orientiertes Museum vorgesehen war.
Als Sammelgebiet kam von Beginn an ausschließlich das regionale Umfeld von Kitzingen in Betracht. Dieser räumliche Bezug wurde bei Annahme und Ankauf von Exponaten konsequent durchgehalten und wirkte sich auf die Zusammensetzung des Bestandes aus und bedingte dessen besondere sozial-, wirtschafts- und regionalgeschichtliche Aussagekraft.

## Museumsaufbau (2007–2018)
Auf 650 Quadratmetern zeigte die Dauerausstellung ca. 2500 Exponate auf zwei Etagen. Im Untergeschoss wurden die politische sowie die Wirtschafts- und Gesellschaftsgeschichte Kitzingens thematisiert, eine weitere Abteilung zur Siedlungsgeschichte und Archäologie des Landkreises Kitzingen schloss sich an.
Im Obergeschoss waren, ausgehend von der Dokumentation zu Person und Wirken des Chemikers und Apothekers Johann Rudolph Glauber, die Alchemie und ihre Grundlagen das Schwerpunktthema. Die historische Rüdenhäuser Schlossapotheke bildete allein mit etwa 700 Exponaten, darunter chemische Substanzen und pharmazeutische Edukte aus dem 19. Jahrhundert, hierfür den räumlichen Hintergrund.
Ein Teilbereich des ebenfalls im Hause untergebrachten Museumsmagazins war als Schaudepot für die Öffentlichkeit zugänglich. Es beherbergte eine Gemäldesammlung mit Stadt- und Ortsansichten Kitzingens sowie Porträts von Persönlichkeiten der Kitzinger Stadtgeschichte.

## Dauerausstellungen

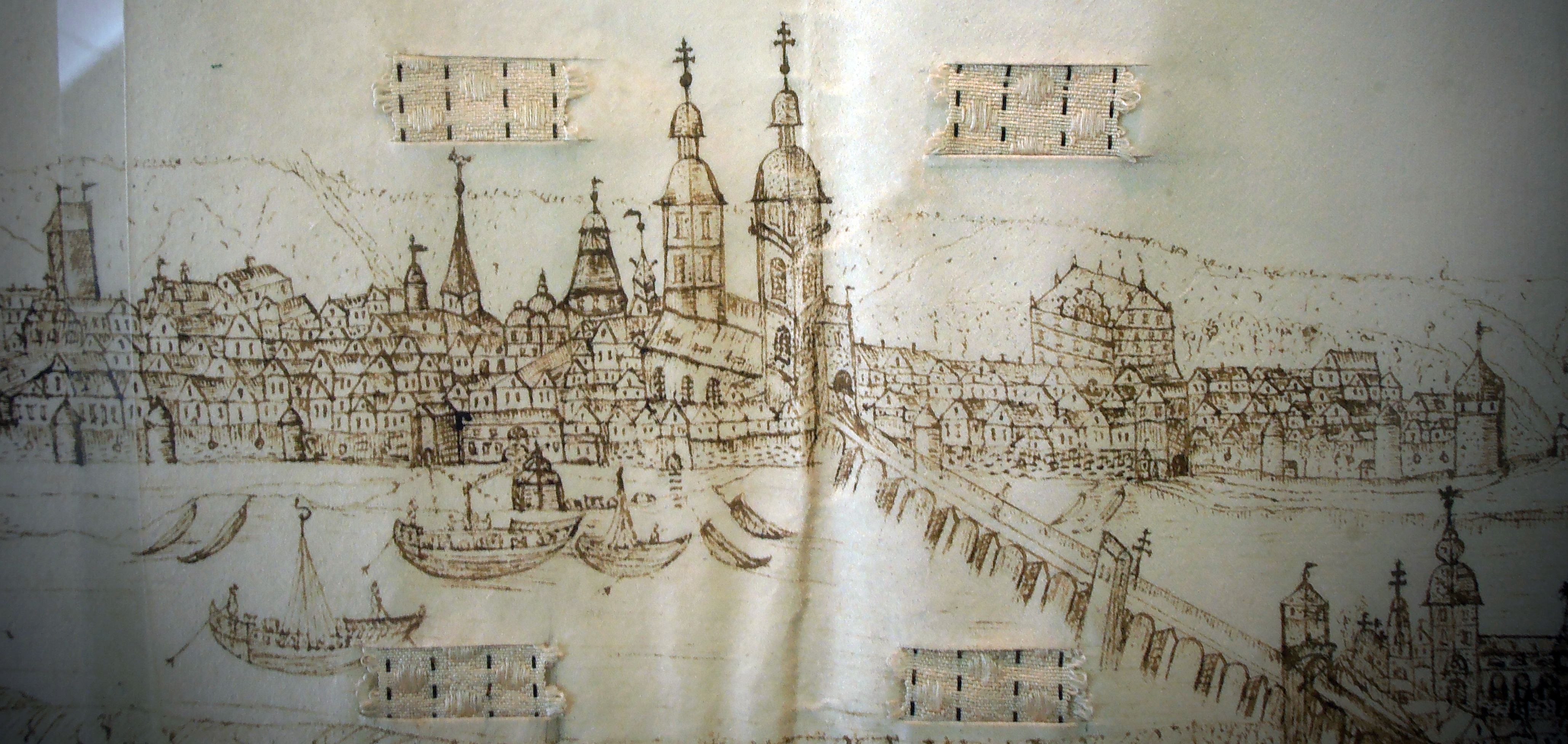
Die Handwerkskundschaft des Georg Neubert aus dem 18. Jahrhundert

In der stadtgeschichtlichen Abteilung wurde die topographische Entwicklung der Stadt Kitzingen thematisiert, ausgehend von der Wiedereinlösung durch das Hochstift Würzburg im Jahr 1629 bis zu den großen städtebaulichen, noch heute wirksamen Umbrüchen des 19. Jahrhunderts. In Bezug auf die Verwaltungs- und politische Geschichte der Stadt erfuhr der Betrachter Wissenswertes aus der Frühzeit des sich Anfang des 14. Jahrhunderts konstituierenden Stadtrates bis hin zum Rathausbau 1563. Er wurde unterrichtet über die Strukturen, die Rechte, aber auch das Ringen der Kitzinger Bürger um Selbstverwaltung und sukzessive Loslösung von der Urzelle Kitzingens, dem in der Mitte des 8. Jahrhunderts gegründeten Kitzinger Benediktinerinnenkloster. Auch Kirchenspaltung und Reformation haben in Kitzingen bis heute ihre Spuren hinterlassen. So war der zeitliche Standpunkt 1629, der im ersten Raum gewählt wurde, sowohl als Rückblick auf die Umwälzungen und Neuerungen des Kitzinger „evangelischen Jahrhunderts“, beginnend mit der in Kitzingen 1522 einsetzenden Reformation, gewählt, als auch als Ausblick auf die Folgen der Rekatholisierung nach Wiedereinlösung der Stadt im Jahr 1629 durch das Hochstift Würzburg zur Zeit des Dreißigjährigen Krieges.

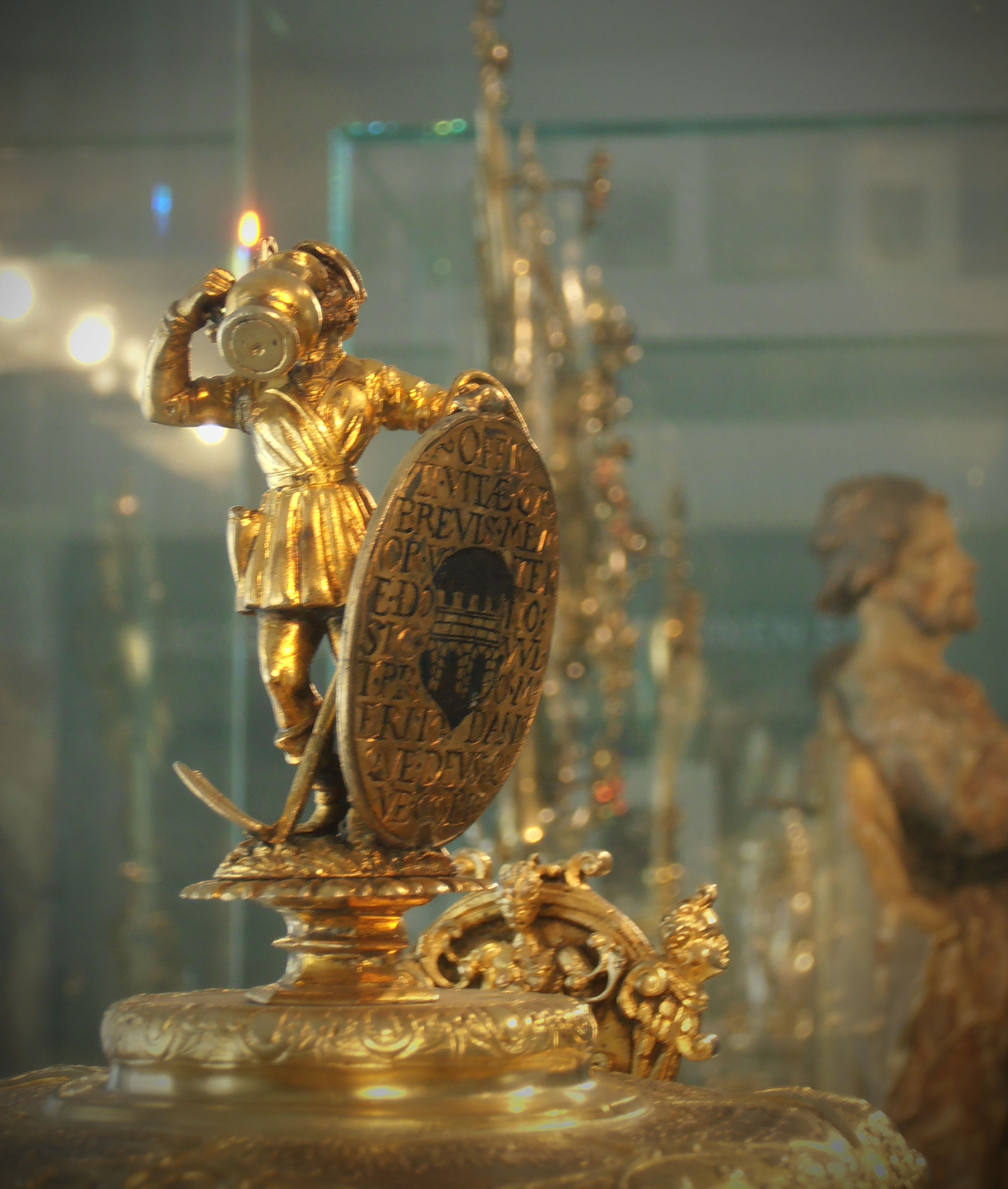
Abendmahlskanne aus dem Jahr 1607

Schwerpunkt in der folgenden Abteilung bildete das hohe Handwerk der Stadt. Gold- und Silberschmiede waren in Kitzingen ebenso ansässig wie die Zinngießer, die seit dem 14. Jahrhundert in Kitzingen nachweisbar sind.

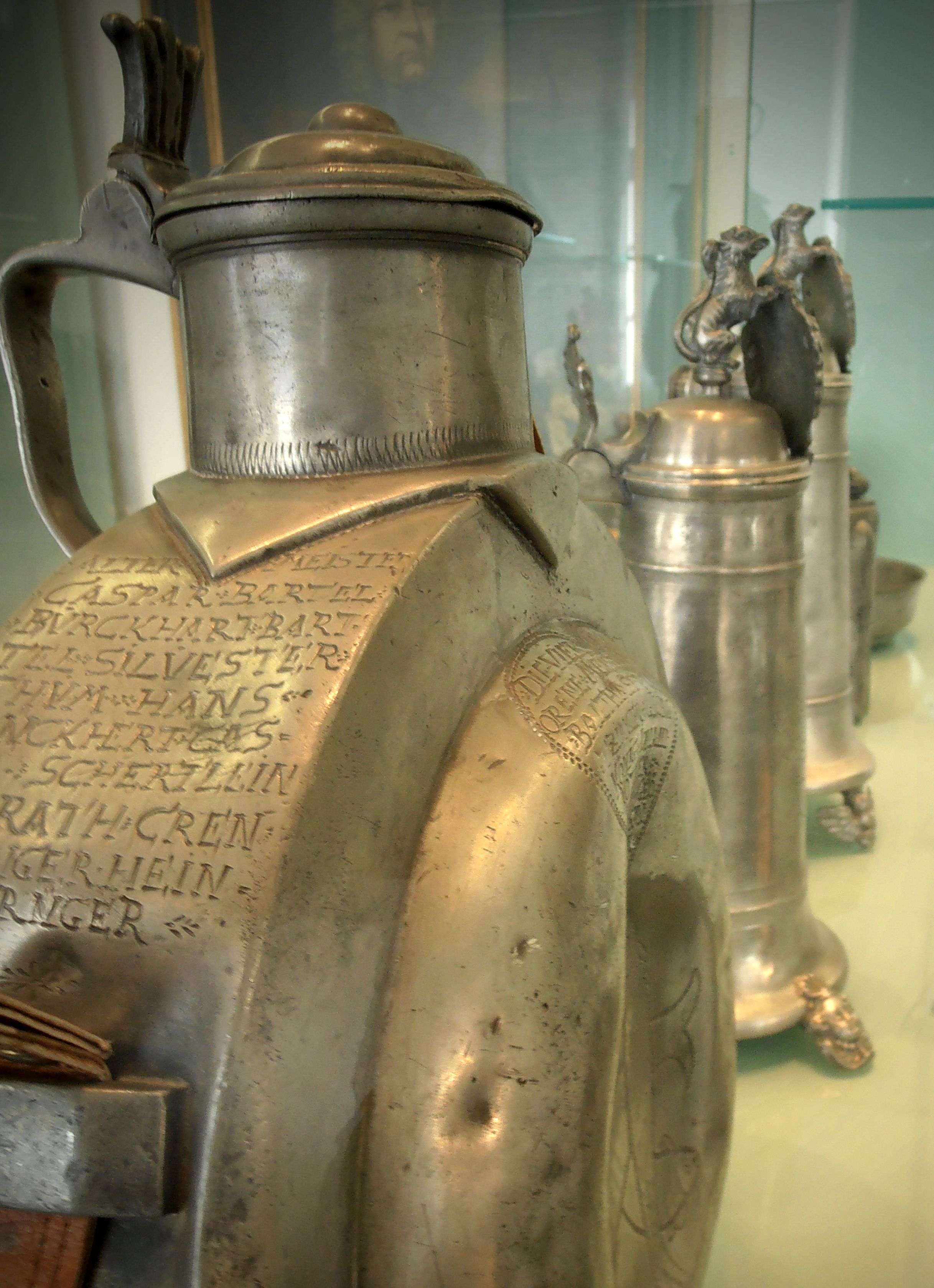
Zunftkanne der Kitzinger Fischer- und Schifferzunft aus dem 17. Jahrhundert

Ein weiteres Thema war der Aufschwung des Handels mit dem Ausbau des Kitzinger Hafens durch den Würzburger Fürstbischof Friedrich Karl von Schönborn (1674–1746) im 18. Jahrhundert. Ein für die Stadt heute noch entscheidendes Thema bildete die Entwicklung zur Weinhandelsstadt nach der Überwindung der durch die Säkularisation hervorgerufenen wirtschaftlichen Krise Anfang des 19. Jahrhunderts. Vielfältige Aspekte des Familien- und gesellschaftlichen Lebens in Form feinsten Tafelgeschirrs, ausgesuchten Mobiliars und teils kunstvoll gestalteter Luxusgegenstände kontrastiert vom Alltagsgerät der einfachen Leute, schlossen sich an. An dieser Stelle wurden auch die Leitfiguren der Kitzinger Gesellschaft, wie der Kitzinger Musiker und Komponisten Armin Knab (1881–1951), die Kitzinger Impressionistin Berta Kaiser (1875–1962) und die Jugendbuchautorin Olga Pöhlmann (1880–1969) vorgestellt.
Die letzten Relikte des Benediktinerinnenklosters, einige Baufragmente des 13. und 14. Jahrhunderts, sowie das gut erhaltene Epitaph einer der letzten Äbtissinnen des Kitzinger Klosters, Magdalena von Leonrod, aus dem ausgehenden 15. Jahrhundert erwarteten den Interessierten in der anschließenden Abteilung. Der Betrachter wurde in thematischen Schwerpunkten mit der politischen und gesellschaftlichen Entwicklung der Stadt und des Klosters Kitzingen konfrontiert. Ein Glanzlicht der Ausstellung war die sogenannte Paul-Eber-Bibel, die im Jahr 1562 von Paul Eber (1511–1569), Reformator und Sohn der Stadt, der Stadt Kitzingen anlässlich des Rathausbaues geschenkt worden war.
Die kulturellen Entwicklungsschritte des Menschen in der Region wurden in der Archäologischen Abteilung nachvollziehbar. Neben einmaligen Exponaten von der Altsteinzeit über die Metallzeiten bis in das frühe Mittelalter erleichtern ein siedlungsarchäologisches Geländemodell sowie ein mit digitalen Medien ausgestatteter „Infowürfel“ auch dem Laien den Einstieg in das Thema. Die Gründung des „Archäologischen Netzwerks Kitzinger Land“ und die Übernahme der Trägerschaft durch die Stadt Kitzingen im Herbst 2006 hierfür, ermöglichten durch eine damit verbundene Leader+ Förderung die Ausstattung der Archäologischen Abteilung. Ein im Museum beheimatetes Netzwerk bot über entsprechende Projektarbeit eine Verknüpfung mit weiteren Archäologischen Museen und Sammlungen der Region, sowie der Universität Würzburg.

## Spezialsammlungen
Abgesehen vom konsequent auf räumlichen Bezug setzenden Vorgehen bei der Zusammenstellung der Sammlungen, können heute einige Teile des Bestandes als eigenständige Spezialsammlung angesehen werden.
Zu nennen wäre hierbei an erster Stelle die Prähistorische Sammlung. Sie nahm 1940 mit 4600 Objekten einzelner Privatsammler ihren Anfang. Mittlerweile hat sich der Umfang, nicht zuletzt durch die Übernahme der Funde des Landkreises Kitzingen aus dem Landesamt für Bodendenkmalpflege in Würzburg, bei dessen Auflösung im Jahr 2007, beträchtlich erweitert und es ist mittlerweile möglich, anhand dieses Bestandes einen Überblick über die Entwicklungsgeschichte des Menschen und seines Siedlungsgebietes im Kitzinger Land zu geben. Diese Spezialsammlung eröffnet für das Städtische Museum Kitzingen zudem die Chance zum vergleichenden, wissenschaftlichen Austausch mit entsprechenden Spezialmuseen und Universitäten. Sie richtet sich in der Präsentation nicht nur an den heimischen, sondern an einen überregionalen Besucherkreis.
Die Stadtgeschichtliche Sammlung birgt unter anderem eine für die Dokumentation der baulichen Entwicklung der Stadt bedeutende Sammlung topographischer Stadtansichten, Pläne und Karten. Kleinformatige Veduten, aber auch prächtige großformatige Ölbilder gehören ebenso dieser Abteilung an, wie Fotografien aus dem ausgehenden 19. und frühen 20. Jahrhundert. Hinzu kommen Kupfer- und Stahlstiche, sowie Drucke und Kalenderblätter mit historischen und zeitgenössischen Stadtansichten.
Vom Sonderstatus Kitzingens als Handelszentrum und Verkehrsknotenpunkt, zu dem sich die Stadt seit der Mitte des 16. Jahrhunderts entwickelte, erzählen die reichlich vorhandenen Zeugnisse der Flößer sowie der Fischer- und Schifferzunft. Die reiche Sammlung an Zunfttruhen und deren Inventar, die Sammlung an Zunftzeichen und Zunftfahnen, an Handwerksgerät und Bildern belegen diese Entwicklung und zeigen, dass auch Zinngießer und Handwerker die Wirtschaft des spätmittelalterlichen und frühneuzeitlichen Kitzingen vorwärts brachten.

## Veröffentlichungen
Kitzinger Museumsschriften / Schriftenreihe des Städtischen Museums Kitzingen
- Band 1: Helga Walter: Klaus Rother. Arbeiten in Kitzingen. Sauerbrey, Kitzingen 2000, ISBN 3-924694-17-6.
- Band 2: Erich Schneider (Verf.), Stephanie Nomayo (Hrsg.): „Kitzing am Mayn, darüber da ein starcke steinerne Bruck gehet“. Bilder und Beschreibungen der Stadt Kitzingen von den Anfängen bis zur Mitte des 19. Jahrhunderts. Sauerbrey, Kitzingen 2007, ISBN 978-3-924694-28-9.
- Band 3: Helmut Gebelein (Verf.), Rainer Werthmann (Verf.), Stephanie Nomayo (Hrsg.): Johann Rudolph Glauber. Vom Barbier zum Alchemisten. (= Begleitband zur gleichnamigen Sonderausstellung, 18. Mai 2008 bis 31. August. 2008). Sauerbrey, Kitzingen 2008, ISBN 3-89014-296-6.
- Band 4: Helmut Gebelein (Verf.), Rainer Werthmann (Verf.), Stephanie Nomayo (Verf./Hrsg.): Johann Rudolph Glauber. Alchemistische Denkweise, neue Forschungsergebnisse und Spuren in Kitzingen. Sauerbrey, Kitzingen 2011, ISBN 978-3-924694-25-8.
- Band 5: Stephanie Nomayo, Frank Falkenstein (Verf./Hrsg.): Der Bullenheimer Berg im Fokus moderner Methoden der Archäologie. Sauerbrey, Kitzingen 2012, ISBN 978-3-924694-27-2.
- Band 6: Stephanie Nomayo, Reinhard Feisel (Verf./Hrsg.): Der Sieboldgarten in Kitzingen am Main. Sauerbrey, Kitzingen 2013, ISBN 978-3-924694-29-6.
- Band 7: Stephanie Nomayo: Saufeder, Hirschfänger und Federspiel. Waidwerk in Franken bis zum Ende der Feudaljagd (= Begleitband zur gleichnamigen Sonderausstellung, 23. November 2013 bis 30. März. 2014). Sauerbrey, Kitzingen 2014, ISBN 978-3-924694-31-9.
- Band 8: Stephanie Nomayo (Verf./Hrsg.): Knusper, Knusper, Knäuschen, wer hat das schönste Hauschen? Die Hexe im Zauberspiegel fränkischer Kulturgeschichte. (= Begleitband zur gleichnamigen Sonderausstellung, 2010–2011). Sauerbrey, Kitzingen 2014, ISBN 978-3-924694-33-3.
- Band 9: Rhabanus Erbacher (Verf.), Doris Badel (Verf.), Burkhard Lutz (Verf.), Stephanie Nomayo (Verf./Hrsg.): Cantica sacra veteris ecclesiae – Musikhandschriften des späten Mittelalters in Kitzingen. Ein Beitrag zur Makulaturforschung. (= Begleitband zur Sonderausstellung „Pergamenthandschriften“ des Städtischen Museums Kitzingen in Kooperation mit dem Stadtarchiv Kitzingen). Sauerbrey, Kitzingen 2014, ISBN 978-3-924694-32-6.
- Band 10: Stephanie Nomayo (Verf./Hrsg.): Künstlerische Antworten mit Beigeschmack zu grundsätzlichen Fragen des Menschseins. (= Begleitband zu zwei Kooperationsprojekten des Städtischen Museums Kitzingen mit dem Armin-Knab-Gymnasium Kitzingen). Sauerbrey, Kitzingen 2015, ISBN 978-3-924694-36-4.
- Band 11: Stephanie Falkenstein: Die Wildhagenvilla. Ein Beitrag zur Wohn- und Lebenskultur der Gründerzeit in Kitzingen. Sauerbrey, Kitzingen 2016, ISBN 978-3-924694-35-7.
- Band 12: Harald Knobling (Verf.), Antje Pöllot (Verf.), Stephanie Falkenstein (Verf./Hrsg.): Spiegelgeschichten. Graphic Novel Sammlung. Books on Demand, Norderstedt 2018, ISBN 978-3-7460-9239-3.
- Band 13: Hans Will (Verf.), Stephanie Falkenstein (Verf./Hrsg.): Kitzingen im Fokus. Momentaufnahmen, eingefangen von Hans Will. Books on Demand, Norderstedt 2018, ISBN 978-3-7460-4492-7.
- Band 14: Elisabeth Versl-Waag (Verf.), Stephanie Falkenstein (Hrsg.): Stilles Leben. (= Begleitband zur gleichnamigen Kunstausstellung im Städtischen Museums Kitzingen). Books on Demand, Norderstedt 2018, ISBN 978-3-7528-0463-8.

Sonstiges
- Städtisches Museum Kitzingen (Hrsg.): Lenz, Lenz, Lenz. Barbara, Hella, Wolfgang. (= Begleitband der gleichnamigen Ausstellung in der historischen Rathaushalle in Kitzingen in einer Kooperation des Stadtmuseums Kitzingen mit dem Kulturverein PAM). Röll, Dettelbach 2005, ISBN 3-89754-234-X.
- Förderverein Städtisches Museum Kitzingen e.V. (Hrsg.): Das Städtische Museum Kitzingen 1895–2020. Wissenspeicher für 1275 Jahre Stadtgeschichte. 2 Teilbände. BoD – Books on Demand, Norderstedt 2021.
  - Teilband 1: Stephanie Falkenstein u. a.: Museumsgeschichte, Ausstellungen und Projekte bis 2010. BoD – Books on Demand, Norderstedt 2021, ISBN 978-3-7526-8874-0.
  - Teilband 2: Stephanie Falkenstein u. a.: Projekte und Ausstellungen von 2011 bis 2020. BoD – Books on Demand, Norderstedt 2021, ISBN 978-3-7526-0728-4.